# 청주소년원
청주소년원, 또는 미평여자학교는 비행청소년의 재교육을 위해 대한민국 법무부 범죄예방정책국 산하에 설치한 기관이다. 충청북도 청주시 서원구 남지로41길 23에 있다.
소년원장은 서기관으로 보한다.

## 소속기관
- 청주청소년비행예방센터: 청주시 서원구 남지로41길 23